# PPG Cieszyn
PPG Cieszyn S.A. – to wiodący na polskim rynku producent farb i lakierów dla zastosowań przemysłowych, który od 2008 roku jest częścią korporacji PPG Industries.

## Historia
W 1945 w Cieszynie utworzono Cieszyńską Fabrykę Farb i Lakierów. W 1968 roku przeniesiono fabrykę do wybudowanego zakładu w Marklowicach, 5 kilometrów od centrum Cieszyna.
Przekształcenie firmy w Spółkę Skarbu Państwa pod nazwą Polifarb Cieszyn S.A. nastąpiło w sierpniu 1990 roku. W maju 1993, akcje spółki sprzedane w ofercie publicznej wprowadzono na Giełdę Warszawską. W 1997 roku spółki Polifarb Cieszyn S.A. i Polifarb Wrocław S.A., które przez wiele lat były dwiema największymi firmami branży farb i lakierów w Polsce, a do momentu połączenia również największymi konkurentami, dokonały fuzji i utworzyły nową spółkę pod nazwą Polifarb Cieszyn – Wrocław S.A. W celu optymalnego wykorzystania potencjału obu zakładów rozpoczęto proces specjalizacji: oddział we Wrocławiu miał w efekcie produkować wyroby dekoracyjne, natomiast oddział w Cieszynie, mający duże doświadczenie w wyrobach lakierowych dla zastosowań przemysłowych, przejął w całości tę dziedzinę aktywności. W lutym 1999 roku Polifarb Cieszyn – Wrocław S.A został przejęty przez Kalon BV, a następnie stał się członkiem międzynarodowej grupy SigmaKalon należącej do grona największych producentów farb i lakierów na świecie i zatrudniającej około 10 tysięcy osób w 40 krajach. W wyniku dalszej specjalizacji zakład w Cieszynie w 2005 został siedzibą Jednostki Biznesowej Przemysł natomiast zakład we Wrocławiu włączony został w struktury Jednostki Biznesowej Deco International.
1 grudnia 2006 nastąpił podział spółki Polifarb Cieszyn-Wrocław S.A. na dwa odrębne podmioty prawne: SigmaKalon Cieszyn S.A. i SigmaKalon Deco Polska Sp. z o.o.
2 stycznia 2008 – Korporacja PPG ogłosiła przejęcie Grupy SigmaKalon, światowego producenta powłok z siedzibą w Uithoorn w Holandii od grupy kapitałowej Bain Capital. Od 2018 roku firma nosi nazwę PPG Deco Polska sp. z o.o.
Bezpośrednim właścicielem PPG Deco Polska sp. z o.o. jest PPG Cieszyn S.A. należący do PPG Industries.